# 147 هـ
147 هـ هي سنة في التقويم الهجري امتدت مقابلةً في التقويم الميلادي بين سنتي 764 و765.

## وفيات
- عبد العزيز بن عمر
- عبد الله بن علي بن عبد الله
- هشام بن حسان